# Marcel Dandjinou
Marcel Soukè Dandjinou (* 25. Juni 1998 in Ganvié) ist ein beninischer Fußballtorwart.

## Karriere

### Verein
Marcel Dandjinou begann seine Laufbahn als Fußballprofi in der Spielzeit 2016 bei ESAE FC, einem Fußballverein aus der ersten beninischen Liga. Anschließend wechselte er nach Südafrika zu JDR Stars FC.

### Nationalmannschaft
In seiner zweiten Saison in Südafrika kam Dandjinou im Jahr 2022 erstmals für die beninische Fußballnationalmannschaft zum Einsatz. Er absolvierte zwei Freundschaftsspiele gegen Liberia und Sambia, die beide gewonnen wurden.